# Marc Madiot
Marc Madiot (Renazé, 16 april 1959) is een voormalig Frans wielrenner. Tegenwoordig is hij ploegleider voor de Franse wielerploeg Groupama-FDJ.

## Carrière
Madiot is een 2-voudig winnaar van Parijs-Roubaix en won de kasseienklassieker in 1985 en 1991. In 1987 werd hij Frans kampioen op de weg. Hij werd achtste in de Ronde van Frankrijk van 1983 op een kwartier van eindwinnaar Laurent Fignon en won de tweede rit met aankomst in Louvroil in de Ronde van Frankrijk van 1984.
Hij is de oudere broer van Yvon Madiot.

## Belangrijkste overwinningen

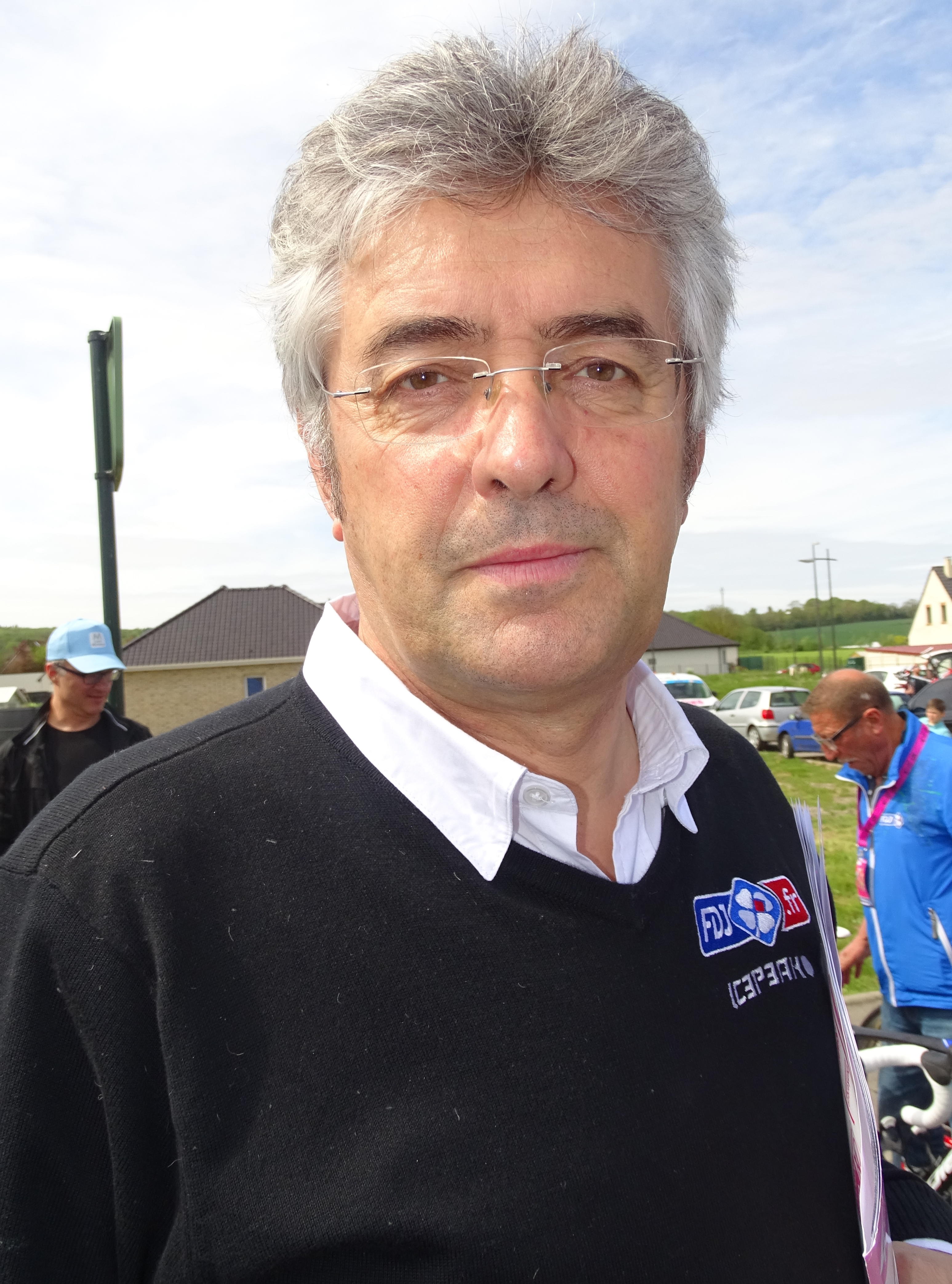
Madiot in 2015

1979
 Frans kampioen veldrijden, Militairen
Parijs-Roubaix (amateurs)
Eindklassement Boucles de la Mayenne
1981
1e etappe Ronde van de Limousin
Eindklassement Ronde van de Limousin
1982
 Frans kampioen veldrijden, Profs
1984
2e etappe Ronde van Frankrijk
5e etappe Tirreno-Adriatico
1e etappe deel B Ronde van de Limousin
Boucles de l'Aulne
3e etappe Ronde van de Aude
1985
GP van Wallonië
Parijs-Roubaix
2e etappe Parijs-Nice
1987
 Frans kampioen op de weg, Elite
1989
1e etappe Criterium International
1991
Parijs-Roubaix
1992
5e etappe Vierdaagse van Duinkerke

## Resultaten in voornaamste wedstrijden
| Jaar | Ronde van Italië | Ronde van Frankrijk | Ronde van Spanje |
| ---- | ---------------- | ------------------- | ---------------- |
| 1981 |                  |                     |                  |
| 1982 | 34e              | 30e                 |                  |
| 1983 |                  | 8e                  |                  |
| 1984 |                  | 35e (1)             |                  |
| 1985 |                  | 26e                 |                  |
| 1986 |                  |                     |                  |
| 1987 |                  | 47e                 |                  |
| 1988 | 12e              | 66e                 |                  |
| 1989 |                  | 34e                 |                  |
| 1990 |                  |                     |                  |
| 1991 |                  | 115e                |                  |
| 1992 |                  | 70e                 |                  |

| Jaar | Milaan-San Remo | Gent-Wevelgem | Ronde van Vlaanderen | Parijs-Roubaix | Amstel Gold Race | Luik-Bast.‑Luik | Ronde van Lombardije | Bretagne Classic | Waalse Pijl | Parijs-Brussel |  | WK op de weg |  | Wereldranglijsten |
| ---- | --------------- | ------------- | -------------------- | -------------- | ---------------- | --------------- | -------------------- | ---------------- | ----------- | -------------- |  | ------------ |  | ----------------- |
| 1981 |                 | 80e           |                      |                |                  |                 |                      | 10e              |             |                |  | 24e          |  |                   |
| 1982 |                 |               |                      | 35e            |                  | 24e             |                      |                  | 28e         |                |  | 21e          |  |                   |
| 1983 | 93e             | 16e           |                      | 5e             |                  |                 |                      | Zilver           | 17e         |                |  | 35e          |  |                   |
| 1984 | 10e             | 19e           | 34e                  |                |                  | 6e              |                      |                  | 15e         |                |  |              |  |                   |
| 1985 |                 |               |                      | ↑              |                  | 11e             | 12e                  | Brons            |             | 10e            |  | 4e           |  | 19e (SPP)         |
| 1986 | 34e             |               |                      |                |                  |                 |                      |                  |             |                |  |              |  |                   |
| 1987 |                 | 45e           | 22e                  | 27e            |                  | 7e              | ↑                    |                  |             |                |  | 59e          |  | 10e (SPP)         |
| 1988 |                 |               | 35e                  | 40e            |                  | 36e             |                      |                  | 30e         | 88e            |  | 54e          |  |                   |
| 1989 | 63e             | 73e           |                      | 6e             | 7e               | 30e             |                      |                  | 5e          | 120e           |  |              |  | 8e (UWB)          |
| 1990 |                 | 135e          | 17e                  |                | 38e              | 89e             |                      |                  | 43e         | 106e           |  |              |  |                   |
| 1991 |                 | 59e           | 6e                   | ↑              | 88e              |                 | 31e                  | 9e               | 30e         | 96e            |  | 25e          |  | 5e (UWB)          |
| 1992 | 33e             |               | 7e                   | 28e            | 48e              |                 |                      | 8e               | 16e         |                |  |              |  |                   |

## Ploegen
- 1980 - Renault-Elf (vanaf 01-08)
- 1981 - Renault-Elf
- 1982 - Renault-Elf
- 1983 - Renault-Elf
- 1984 - Renault-Elf
- 1985 - Renault-Elf
- 1986 - Système U
- 1987 - Système U
- 1988 - Toshiba
- 1989 - Toshiba
- 1990 - Toshiba
- 1991 - R.M.O.
- 1992 - Telekom
- 1993 - Subaru-Montgomery
- 1994 - Catavana-A.S. Corbeil

Wielerploegen van Marc Madiot
Arbès ·
Becaas ·
Berland ·
Bernaudeau ·
Bertin ·
Bonnet ·
Chalmel ·
Chassang ·
Chaumaz ·
Cluzaud ·
Didier ·
Hinault  · 
Le Bris ·
Le Guilloux ·
Madiot ·
Quilfen ·
Villemiane ·
Vincendeau
Arbès ·
Becaas ·
Bérard ·
Bertin ·
Bonnet ·
Boyer ·
Didier ·
Gagnier ·
Hinault  · 
Le Bris ·
Le Guilloux ·
LeMond ·
Madiot ·
Poisson ·
Quilfen ·
Rodriguez ·
Vigneron ·
Villemiane
Arbès ·
Becaas ·
Bérard ·
Bonnet ·
Chevallier ·
Didier ·
Fignon ·
Gagnier ·
Gayant ·
Hinault · 
Jules ·
Le Bris ·
Le Guilloux ·
LeMond ·
Madiot ·
Poisson ·
Rodriguez ·
Salomon ·
Vigneron
Barteau ·
Becaas ·
Bérard ·
Chevallier ·
Didier ·
Fignon ·
Gaigne ·
Gayant ·
Hinault · 
Jules ·
Le Guilloux ·
LeMond  ·
M. Madiot ·
Y. Madiot ·
Mottet ·
Poisson ·
Salomon ·
Saude ·
Vigneron
Barteau ·
Bouvatier ·
Chevallier ·
Corre ·
Didier ·
Fignon ·
Gaigne ·
Gayant ·
Jules ·
Lavainne ·
LeMond  ·
M. Madiot ·
Y. Madiot ·
Menthéour · 
Mottet ·
Poisson ·
Salomon ·
Saude ·
Wojtinek
Barteau ·
Bouvatier ·
Boyer ·
Chevallier ·
Corre ·
Fignon ·
Gaigne ·
Gayant ·
Jules ·
Lavainne ·
M. Madiot ·
Y. Madiot ·
Marie ·
Mottet ·
Poisson ·
Roux · 
Wojtinek
Biondi ·
Bondue ·
Boyer ·
Fignon ·
Gaigne · 
Gayant ·
Hofeditz ·
Lavainne · 
Lecrocq ·
Lilholt ·
M. Madiot ·
Y. Madiot · 
Manfrin · 
Marie ·
Mottet ·
Poisson ·
Robert ·
Roux ·
Simonnot ·
Tegström
Biondi ·
Bondue ·
É. Boyer ·
P. Boyer ·
Fignon ·
Gavillet · 
Gayant ·
Guyot ·
Lavainne · 
Lilholt ·
M. Madiot ·
Y. Madiot · 
Manfrin · 
Marie ·
Mottet ·
Pelier ·
Poisson ·
Rué ·
Tegström
Arnould ·
Bernard ·
Bezault ·
Bincoletto ·
Biondi ·
Chevallier ·
Gaigne ·
Garnier ·
Gayant ·
Guay ·
Hanegraaf ·
Jourdan ·
Kappes ·
Lammerts ·
Leblanc ·
Leleu ·
M. Madiot ·
Y. Madiot ·
Philipot ·
Poisson ·
Riis ·
Stumpf
Arnould ·
Bernard ·
Bezault ·
Bincoletto ·
Flicher ·
Garnier ·
Gayant ·
Jalabert ·
Kappes ·
Lance ·
Leleu ·
M. Madiot ·
Y. Madiot ·
Philipot ·
Poisson ·
Richard ·
Roux ·
Stumpf
Bernard ·
Bezault ·
Bourguignon ·
Carlsen ·
Chaubet ·
Flicher ·
Gayant ·
Jalabert ·
Kappes ·
Lance ·
Le Clerc ·
Louviot ·
Lurvik ·
M. Madiot ·
Y. Madiot ·
Richard ·
Roux ·
Séguy ·
Stumpf
Bouvatier ·
Brun ·
Caritoux ·
Chevallier (tot 05/08) ·
Claveyrolat ·
Dojwa ·
Jonrond · 
Laurent · 
Lino · 
M. Madiot ·
Y. Madiot ·
Manin · 
Mottet · 
Rezze ·
Ribeiro ·
Stevenson · 
Virenque ·
Vermote ·
Wüst ·
Garel (stagiair)
Ampler ·
Bölts ·
Farazijn ·
De Wilde ·
Gänsler ·
Gröne ·
Henn ·
Heppner ·
Holzmann · 
Hübner ·
Kappes ·
M. Madiot ·
Y. Madiot ·
Matwew ·
Peeters ·
Schleicher · 
Stumpf ·
Wolf
Arroyo · 
Baker ·
Bowen · 
Carpenter · 
Carter · 
Eyk · 
Fleischer · 
Gomez · 
Goral · 
Klaus ·
Kvålsvoll · 
Lehnert · 
M. Madiot · 
Y. Madiot · 
Mathis · 
McCarthy · 
Namtvedt · 
Reiss ·
Veenstra ·
Veggerby · 
Willerton · 
Zamana
- Bibliothèque nationale de France: cb145630894 (data)
- Gemeinsame Normdatei: 1083810316
- International Standard Name Identifier: 0000 0000 0318 7019
- Système universitaire de documentation: 080708935
- Virtual International Authority File: 29774397
- WorldCat: E39PBJpPFrd664DY6WyDwR8Hmd